# Wzgórza Krzesławickie (městská část)
Wzgórza Krzesławickie (polsky Dzielnica XVII Wzgórza Krzesławickie) je sedmnáctá městská část Krakova. Do roku 1990 spadala administrativně pod čtvrť Nowa Huta. Do 24. května 2006 existovala pod názvem městská část XVII Grębałów (Dzielnica XVII Grębałów). K 31. prosinci 2007 zde žilo 20 343 obyvatel. Rozloha městské části činí 2584,6 ha.

### Externí odkazy

Městská část XVII Wzgórza Krzesławickie